# Maj Britt Theorin
Pour les articles homonymes, voir Theorin.
Maj Britt Theorin, née le 22 décembre 1932 à Göteborg et morte le 6 avril 2021, est une femme politique suédoise.
Membre du Parti social-démocrate suédois des travailleurs, elle siège au Riksdag de 1976 à 1995 et au Parlement européen de 1995 à 2004.